# Randy Williams
Randel Lavelle (Randy) Williams (Fresno, 23 augustus 1953) is een voormalige Amerikaans atleet.

## Biografie
Williams nam tweemaal deel aan de Olympische Zomerspelen, in 1972 werd hij olympisch kampioen, vier jaar later moest Williams genoegen nemen met de zilveren medaille. Aan de Olympische Zomerspelen 1980 mocht Williams niet deelnemen vanwege de Amerikaanse boycot.

## Persoonlijke records
| Onderdeel          | Prestatie | Jaar |
| ------------------ | --------- | ---- |
| 100 m              | 10,34 s   | 1977 |
| 200 m              | 21,15 s   | 1983 |
| verspringen        | 8,34 m    | 1972 |
| hink-stap-springen | 15,94 m   | 1971 |

## Palmares

### verspringen
- 1972:  OS - 8,25 m
- 1976:  OS - 8,11 m

1896: Ellery Clark ·
1900: Alvin Kraenzlein ·
1904: Meyer Prinstein ·
1908: Frank Irons ·
1912: Albert Gutterson ·
1920: William Petersson ·
1924: William DeHart Hubbard ·
1928: Ed Hamm ·
1932: Ed Gordon ·
1936: Jesse Owens ·
1948: Willie Steele ·
1952: Jerome Biffle ·
1956: Greg Bell ·
1960: Ralph Boston ·
1964: Lynn Davies ·
1968: Bob Beamon ·
1972: Randy Williams ·
1976: Arnie Robinson ·
1980: Lutz Dombrowski ·
1984: Carl Lewis ·
1988: Carl Lewis ·
1992: Carl Lewis ·
1996: Carl Lewis ·
2000: Iván Pedroso ·
2004: Dwight Phillips ·
2008: Irving Saladino ·
2012: Greg Rutherford ·
2016: Jeff Henderson ·
2020: Miltiadis Tentoglou ·
2024: Miltiadis Tentoglou
- World Athletics: 14359768